# Conrad Dressler

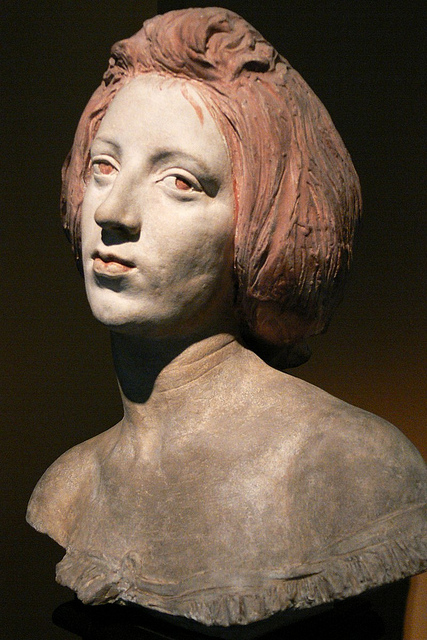
Nita Maria Schonfeld Resch im V&A, London

Conrad Dressler (* 22. Mai 1856 in London; † 3. August 1940 in Saint-Brévin l’Océan, Frankreich) war ein englischer Keramiker und Bildhauer.

## Leben
Dressler studierte am Royal College of Art bei Edouard Lantéri und Joseph Edgar Boehm sowie in Frankreich. In den 1880er Jahren arbeitete er in den Cedar Studios in Chelsea, wo er Metallgusse im Wachsausschmelzverfahren (cire perdue) fertigte. 1886 lernte er John Ruskin in Brantwood kennen, von dem er zwei Jahre später eine Porträtbüste fertigte, die sich heute im Besitz der National Portrait Gallery befindet.
Von 1892 bis 1918 war Dressler Mitglied der Art Workers' Guild. 1894 gründete er mit Harold Rathbone die Della Robbia Pottery, wo sich Dressler vor allem auf Architekturkeramiken konzentrierte. Nach Misshelligkeiten mit Rathbone trennte sich Dressler 1897 von ihm und gründete in Marlow Common (Buckinghamshire) die Medmenham Pottery, die sich auf Architekturfliesen und Wandpaneele spezialisierte. Das Unternehmen wurde von Robert William Hudson finanziert und 1906 in die Dressler Tunnel Ovens Ltd umgewandelt. Die Fliesen im Medmenham-Design wurden weiter von J. H. Barrett gefertigt.
Barrett entwarf einen Tunnelofen auf Industrieniveau für die englische Töpferindustrie. Hierfür wurde er mit der John Scott Medal des Franklin Institute ausgezeichnet. In seinen späteren Jahren lebte er in Paris und den USA.

## Werke
Skulpturen
- A Young Maiden Holding a Ring
- William Morris
- Nita Maria Schonfeld Resch (Dresslers Ehefrau)
- John Ruskin
- Henry Morton Stanley
- Sir Walter Gilby
- William Crookes
- A Weeping Young Man

Medaillen und runde Flachreliefs
- M. B. Lucas
- ohne Titel (Frau)
- Benjamin Disraeli
- Portrait of a Young Man
- ohne Titel (Kopf eines Mannes)

Flachreliefs
- The Crucifixion
- The Sower
- Isota di Rimini
- The Crucifixion (emailliertes Steingut)
- ohne Titel (stehende Frau in einem Rahmen, emailliertes Steingut)

Architektonische Flachreliefs
- Liverpool imports cattle and wool for food and clothing
- Liverpool by its imports supplies the country with food and corn
- The Four Winds, Sonnenuhr
- The History of Hygiene, Sunlight House, Dublin